# 27507 Travisbrown
27507 Travisbrown este o planetă minoră (asteroid) din centura de asteroizi. A fost descoperită pe 7 aprilie 2000 la Stația Anderson Mesa de Lowell Observatory Near-Earth-Object Search. 
Obiectul prezintă o orbită caracterizată de o semiaxă mare de 2,539242 UAi, o excentricitate de 0,14, o înclinație de 8,60467 ° în raport cu ecliptica.